# Офицерская лошадь в Российской империи

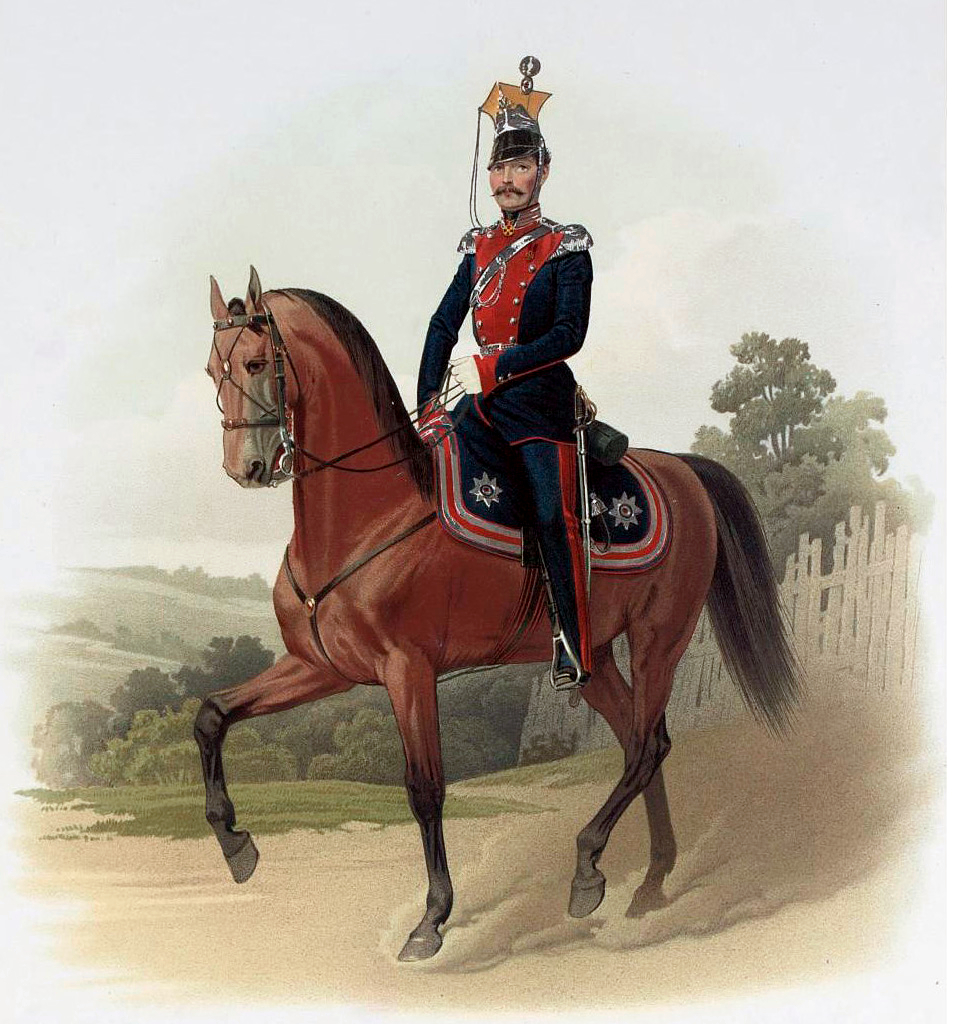
Пиратский К. К. Штаб-офицер Лейб-гвардии Уланского Его Величества полка. 1855 год

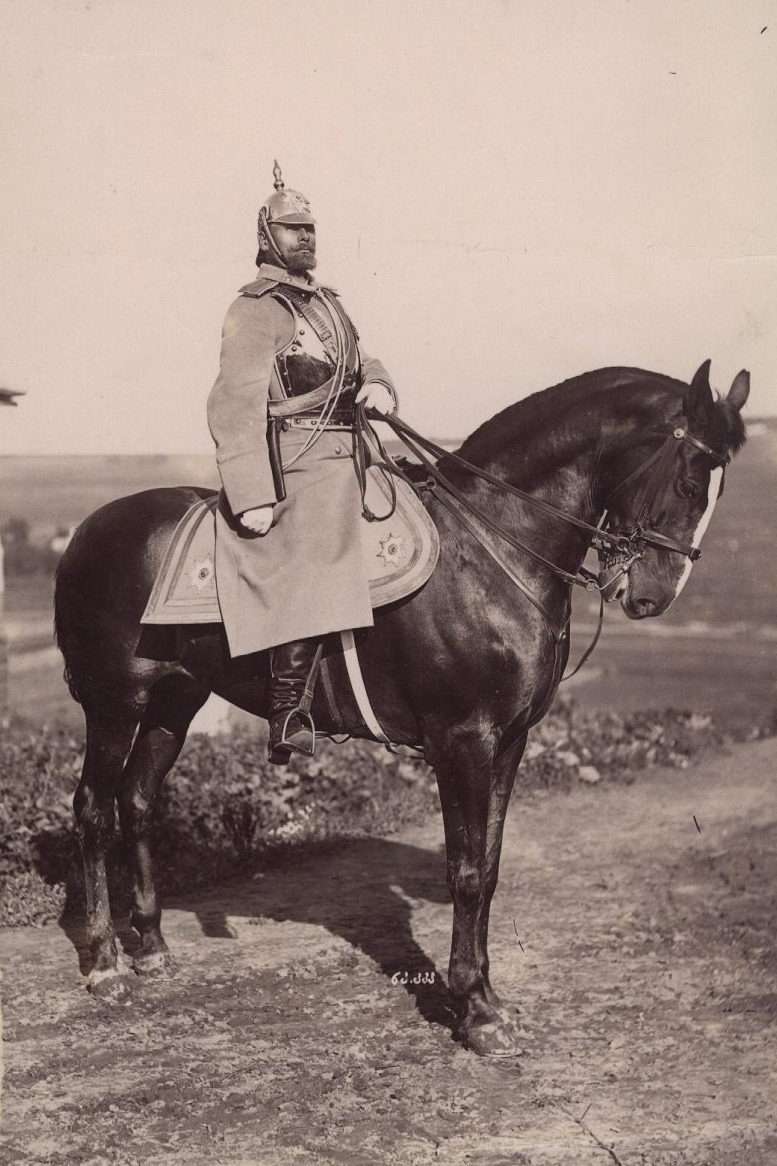
Красное село. Ротмистр Кирасирского полка Её Величества, в зимнем обмундировании, 1892 год

Офицерская лошадь, казённо-офицерская лошадь — казённая верховая лошадь, в Вооружённых силах Российской империи (ВС России) полагавшаяся в полках армейской кавалерии, а также в полевых конных и пеших артиллерийских батареях, всем офицерам, кроме командиров полков и батарей; в гвардии казённая лошадь полагалась только для заведующих командами разведчиков (по одной на эскадрон).
Для выездки офицерских лошадей в ВС России имперского периода существовала берейторская школа. Лошадь офицерская отличалась по породе, экстерьеру, родам оружия (уланская, гусарская, драгунская и так далее) и стоимости, так она стоила в несколько раз дороже солдатской.

## История
Офицерские лошади или Казённо-офицерские лошади в ВС России имперского периода не составляли собственности офицеров и назначались лишь для облегчения исполнения ими обязанностей военной службы, для чего одной собственной лошади признавалось руководством империи и военного ведомства недостаточным, по этому были предприняты определённые меры для приобретения и содержания собственных офицерских лошадей.

... Первый вопрос его был: «Есть ли у вас верховая лошадь?» — Я отвечала, что нет. — «Надобно купить», — сказал он. — «Мне кажется, что я имею право взять казённую?» — «Имеете; но на одной казённой лошади гусарскому офицеру служить нельзя. Вам должно иметь три лошади: для себя, для денщика и вьюков, и заводную».— Надежда Андреевна Дурова, часть I «1808 год», Кавалерист-девица : происшествие в России.
А для замены усталых и больных офицерских лошадей, для немедленного пополнения их убыли по штатам частей войск назначались запасные (заводные, заручные) лошади.
Для остальных гвардейских и армейских офицеров ВС России во всех кавалерийских полках (уланских, гусарских, драгунских, кавалергардском, кирасирском), существовали офицерские ремонтные капиталы для выдачи им ссуд на покупку собственных верховых лошадей. Для того, чтобы поощрить офицеров приобретать лошадей хорошего качества, во всех военных округах России проводились офицерские скачки с призами военного министерства.
В ВС России на содержание собственных офицерских лошадей от казны Российской империи отпускался фураж. А с целью облегчения гвардейским и армейским офицерам способов приобретения собственных лошадей были установлены следующие меры:
а) каждый кавалерийский офицер имел право купить за ремонтную цену с прибавкой проводных денег от места первоначальной покупки лошади до ремонтного депо и 20 рублей, причисляемых к офицерскому ремонтному капиталу, любую строевую лошадь своего полка, кроме правофланговой в каждом эскадроне;
б) государственное коннозаводство ежегодно уступало в распоряжение военного министерства некоторое число заводских лошадей, распределяемое между кавалерийскими полками специально для покупки их офицерами, уплачивающими за таких лошадей по 150 рублей с прибавкой стоимости провода до полка.
Уступленные на этих льготных условиях собственные офицерские лошади не могли быть проданы частным лицам до выслуги ими 8-летнего срока службы или достижения ими 12-летнего возраста.

… К расходам по обмундированию присоединялись затраты на приобретение верховых лошадей. В гвардейской кавалерии каждый офицер, выходя в полк, должен был представить двух собственных коней, соответствующих требованиям строевой службы: в армейской кавалерии офицер имел одну собственную лошадь, а другую — казенную. …— А. А. Игнатьев, Пятьдесят лет в строю. Книга I, глава 6. — М.: Воениздат, 1986. — С. 58. — ISBN 5-203-00055-7.
С 1907 года в драгунских, уланских и гусарских полках гвардии и армии большое внимание стали уделяли конной подготовке офицерского и рядового состава. На ежегодных полковых праздниках вошли в традицию конноспортивные состязания: гладкие и барьерные скачки, манежная езда. Для офицеров разных кавполков регулярно проводились окружные скачки, а особо престижные были в столичном округе, в Красном Селе. Всё это позволило русским конникам побеждать за рубежом, например, в 1912, 1913 и 1914 годах на соревнованиях по преодолению препятствий в Лондоне, в выставочном комплексе «Олимпия», русская команда в составе П. П. Родзянко, Д. Иваненко и Д. Эксе завоевывала главный приз — золотой кубок короля Эдуарда VII. По правилам этих соревнований, кубок не возвращался в Англию, если национальная сборная выиграет его три раза подряд.